# NGC 274
NGC 274 (ook wel PGC 2980, MCG -1-3-21, VV 81 of ARP 140) is een elliptisch sterrenstelsel in het sterrenbeeld walvis. NGC 274 staat op ongeveer 63 miljoen lichtjaar van de Aarde.
NGC 274 werd op 10 september 1785 ontdekt door de Duits-Britse astronoom William Herschel.
Waarnemers in de Benelux kunnen, aan de hand van de stelsels NGC 274 en NGC 275, op zoek gaan naar de gordel van geostationaire satellieten. De telescoop met volgmechanisme dient naar NGC 274 of NGC 275 gericht te worden, de geostationaire satellieten bewegen traag doorheen het beeldveld.